# 토마스 칼렌베르
토마스 칼렌베르(덴마크어: Thomas Kahlenberg, 1983년 3월 20일 ~ )는 덴마크의 전 축구 선수로서, 포지션은 공격형 미드필더이다.

## 축구인 경력

### 선수 경력
2001년 브뢴뷔 IF와 성인 계약을 체결하며 프로 무대에 모습을 드러내었으나 리그 경기에 출전하지 못하다가 2002년 당시 브뢴뷔의 유소년 코치가 감독으로 부임한 후 리그 데뷔전을 치렀다. 주로 중앙 미드필더 위치에서 활약하였으나 2004-05 시즌엔 왼쪽 윙어로 출전하기도 하였다. 2004-05 시즌 팀의 더블 달성에 기여한 후 AJ 오세르로 이적하였다. 오세르에서 5시즌 간 130경기에 출전하여 19골을 넣으며 준수한 활약을 펼쳤고 2009년 VfL 볼프스부르크로 이적하였다. 하지만 이적 직후 부상을 당하며 약 5개월 간 경기에 출전하지 못하였다.
2012년 에비앙으로 임대되었다. 임대 기간이 끝난 뒤 2013년에 VfL 볼프스부르크를 떠나 친정팀인 브뢴뷔 IF로 완전 이적했다.